# 錫爾弗嶺
82°16′S 161°40′E / 82.267°S 161.667°E
錫爾弗嶺（英語：Silver Ridge）是南極洲的山嶺，位於沙克爾頓海岸的尼姆羅德冰川北岸，處於阿爾吉冰川終點以西，以新西蘭的探險隊命名，現時由南極條約體系管理。